# Paraegocera confluens
Paraegocera confluens is een vlinder uit de familie uilen (Noctuidae). De wetenschappelijke naam van deze soort is voor het eerst geldig gepubliceerd in 1892 door Weymer.
De soort komt voor in tropisch Afrika.